# 태완이법
태완이법은 살인죄의 공소시효를 폐지하는 법안으로, 대한민국 형사소송법의 개정안이다. 1999년 5월 발생한 대구 어린이 황산 테러 사건의 범인이 십 여 년 동안 잡히지 않은 상태에서 공소시효 완성이 임박할 위기에 처하자, 이에 명백한 살인사건에 대해서는 공소 시효를 폐지해야 한다는 여론이 일면서 발의되었다.

## 개정 과정
2015년 3월 새정치민주연합 서영교 의원이 법 개정을 발의하였다. 2015년 7월 31일 태완이법이 시행됐지만, 법 시행 전 발생한 사건은 공소시효가 완성되지 않은 경우에만 적용 대상으로 삼아 2000년 8월 1일 밤 0시부터 발생한 살인사건만 공소시효가 폐지됐다. 정작 대구 어린이 황산 테러 사건은 2015년 7월 10일 대법원이 김태완 군의 부모가 낸 재정신청 기각결정에 대한 재항고를 기각하면서 사건의 공소 시효가 만료됨에 따라 태완이법의 적용을 받지 못하였다.
- 형사소송법
  - 제253조의2(공소시효의 적용 배제) 사람을 살해한 범죄(종범은 제외한다)로 사형에 해당하는 범죄에 대하여는 제249조부터 제253조까지에 규정된 공소시효를 적용하지 아니한다.
  - 부칙 제2조(공소시효의 적용 배제에 관한 경과조치) 제253조의2의 개정규정은 이 법 시행 전에 범한 범죄로 아직 공소시효가 완성되지 아니한 범죄에 대하여도 적용한다.

살인죄를 저질러 법정 최고형이 사형인 경우 25년으로 돼 있던 공소시효를 무기한으로 연장하는 내용의 형사소송법 일부개정법률(법률 제13454호)이다. 해당 개정법률에는 위 조문 외에 다른 개정조문도 있기는 하다. 사형에 해당하는 살인죄의 공소 시효를 무기한으로 연장하고 아직 공소 시효가 만료되지 않은 범죄에 대해서도 소급적용토록 했다. 다만 살인의 고의성이 인정되지 않는 강간치사, 폭행치사, 상해치사 등의 경우에는 상대적으로 형량이 낮아 개정 법안에서는 제외됐다.